# Shanghai Airlines

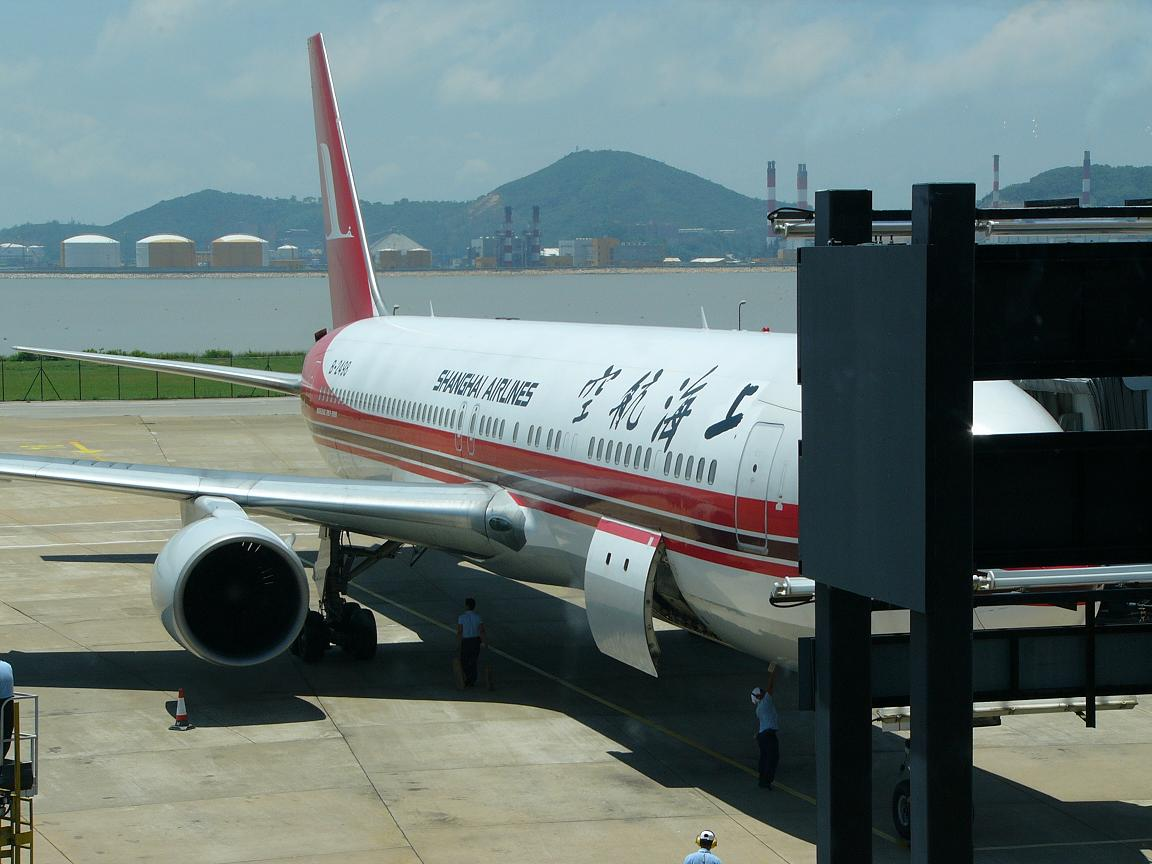
Boeing 767-300 în Macau

Shanghai Airlines Co., Ltd. (Limba chineză: 上海航空公司 ) este o companie aeriană cu baza în Shanghai, Republica Populară Chineză ce operează zboruri domestice și internaționale. Bazele principale se găsesc în Aeroportul Internațional Shanghai Pudong și Aeroportul Internațional Shanghai Hongqiao.
Pe data de 11 iunie 2009 s-a anunțat că Shanghai Airlines se va uni cu China Eastern. Nu se cunoaște sigur dacă compania va mai fi membră a alianței globale Star Alliance după unire.